# 최시흥
최시흥(1889~1925.3)은 일제하 독립운동가다.

## 생애
1889년 평안북도 의주에서 출생한 선생은 마부(馬夫)로 있다가 독립운동에 투신했다. 1919년 3ㆍ1 독립운동이 일어나자 500여 명의 의혈청년을 규합해 평안북도 의주, 삭주, 구성 3군의 경계를 이루는 천마산을 근거로 '천마산대'(天摩山隊)를 조직, 총대장격인 사령장으로서 항일 무장투쟁을 전개했다.
천마산대는 군자금 모집과 의주, 삭주, 구성, 창성 일대 14개의 경찰관 주재소와 관청 파괴, 악질순사 처단 등으로 서북지방의 의열투쟁을 이끌었다. 1920년 8월 대한광복군사령부가 설립되자 선생은 광복군총영에 합류, 제4영장으로 임명됐고 대한통의부 의용군 제3중대장을 맡았다.
일제는 최시흥에게 5,000천원의 현상금을 걸었고, 일경의 포위가 좁혀지자 선생은 1922년 겨울 대원들을 안전하게 만주로 이동시키고 뒤이어 만주로 가던 도중 중국 관헌에 체포됐다. 국내로 압송된 선생은 법정에서도 재판관을 준엄하게 꾸짖는 등 기개를 굽히지 않았고 1925년 3월 평양형무소에서 순국했다.
정부는 선생의 공훈을 기리어 1962년 건국훈장 독립장을 추서했다.
전쟁기념관은 일제 강점기 항일무장투쟁을 하다 순국한 최시흥(1889~1925.3) 독립운동가를 2012년 '3월의 호국인물'로 선정했다.